# X-news

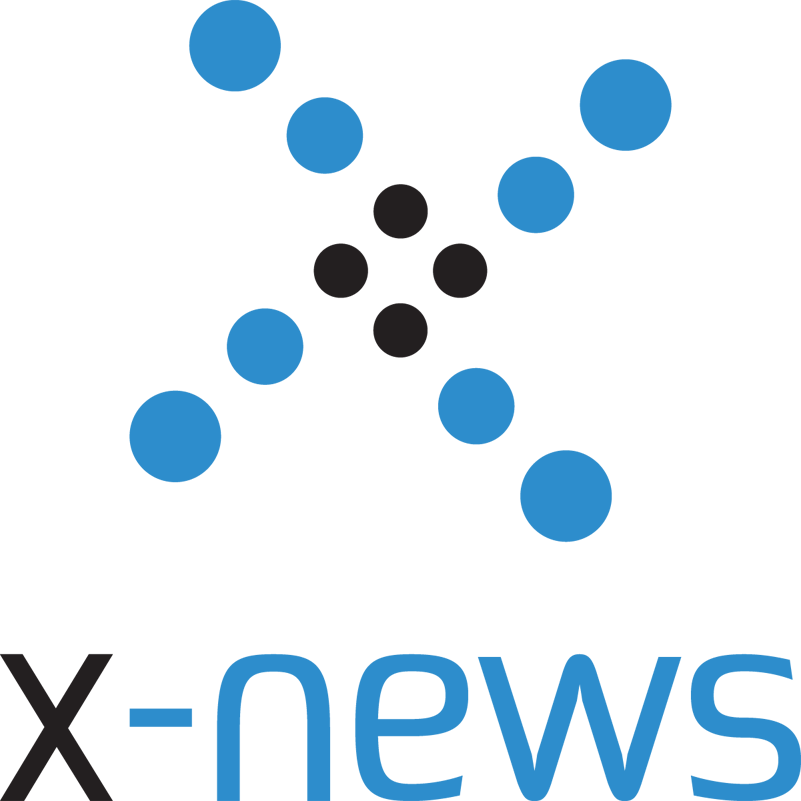
Logotyp X-news

X-news – internetowa platforma z newsowymi klipami wideo, audio i zdjęciami należąca do Agencji TVN.

## Historia
- 17 sierpnia 2011 – uruchomienie serwisu x–news.pl[1]
- 13 września 2011 – 1 lipca 2012 – w związku z rozgrywanymi w Polsce i na Ukrainie Mistrzostwami Europy w piłce nożnej, w x-news uruchomiony został serwis specjalny „x-news | euro” – w dwóch wersjach językowych: polskiej i angielskiej. Opublikowanych w nim zostało 3000 newsowych klipów wideo o łącznej długości ponad 50 godzin.
- 17 lipca 2012 – rozpoczęcie współpracy z Agencją Gazeta, której zdjęcia dostępne są w x-news[2]
- 15 września 2012 – start serwisu specjalnego T-Mobile Ekstraklasa. W czasie rundy jesiennej sezonu 2012/2013 piłkarskiej ekstraklasy Agencja TVN wyprodukowała kilkaset newsowych klipów wideo do bezpłatnego wykorzystania przez media
- 27 września 2012 – uruchomienie x-link, narzędzia pozwalającego osadzać materiały wideo z x–news na stronach internetowych (technologia embedowania)[3]
- 30 października 2012 – uruchomienie narzędzia „Stopklatka” umożliwiającego tworzenie zdjęć z kadrów wideo opublikowanych na x-news.[4]

## Charakterystyka
X-news to multimedialny serwis agencyjny dla mediów. Znajdujące się w nim wideodepesze dotyczą najważniejszych polskich i zagranicznych wydarzeń politycznych, społecznych, sportowych, gospodarczych i kulturalnych. Codziennie na platformę trafia kilkadziesiąt materiałów. Klipy wideo z x-news powstają w oparciu o materiały źródłowe stacji TVN, TVN24, TVN CNBC, TVN Meteo oraz dostawców zewnętrznych Agencji TVN z Polski i zagranicy m.in.: CNN Newsource. Materiały zagraniczne są dostępne w dwóch wersjach językowych: polskiej i angielskiej. Zdjęcia do serwisu foto pochodzą z zasobów Agencji Gazeta.
W x-news publikowane są zarówno materiały płatne jak i do bezpłatnego wykorzystania przez media. Przeglądanie materiałów zamieszczonych w x-news jest bezpłatne (wymaga rejestracji).

## Działalność
Materiały w x-news podzielone są na działy tematyczne: Polska, Świat, Show-biznes, Lifestyle, Sport, Meteo, Motoryzacja. Podczas ważnych wydarzeń Agencja TVN uruchamia serwisy specjalne np. z okazji Mistrzostw Europy w Piłce Nożnej lub wyborów prezydenckich w USA. Z x-news korzystają redakcje polskich mediów, portale internetowe, agencje PR, organizacje, instytucje państwowe, firmy. X-news jest platformą otwartą zarówno dla firm medialnych, jak i dla freelancerów.
X-news umożliwia pobieranie bezpłatnych materiałów korporacyjnych produkowanych przez Agencję TVN oraz zamawianie materiałów z platformy Kontakt 24. Stanowi także jedyne miejsce dystrybucji materiałów promocyjnych Grupy TVN. Są to m.in. zdjęcia gwiazd TVN, zwiastuny programów i seriali, fotosy z filmów, galerie zdjęciowe z wydarzeń, konferencji, festiwali, koncertów.
Pliki są dostępne w formatach .flv, .mov, .mp3, .jpg. W styczniu 2013 samych newsowych materiałów na platformie x-news znajdowało się ponad 83 tysiące.

## Dodatkowe funkcje
X-link – narzędzie pozwalające na osadzanie materiałów wideo publikowanych w x–news. X–link pozwala klientom mediowym i korporacyjnym Agencji TVN na publikowanie treści wideo na swoich stronach internetowych z wykorzystaniem technologii embedowania oraz z możliwością edycji klipów on-line.
Stopklatka – narzędzie pozwalające w prosty sposób ze wszystkich opublikowanych w x-news klipów wideo zrobić gotowe do publikacji zdjęcia. Użytkownik sam decyduje, który kadr chce wybrać. Z każdego filmu może stworzyć dowolną liczbę stopklatek. Zdjęcia (udostępniane w formacie .jpg, 720x405 px) mogą być używane zarówno jako ilustracje materiałów tekstowych w prasie lub internecie oraz jako grafiki nakładane na odtwarzacze plików wideo na stronach internetowych.